# Двоичные часы

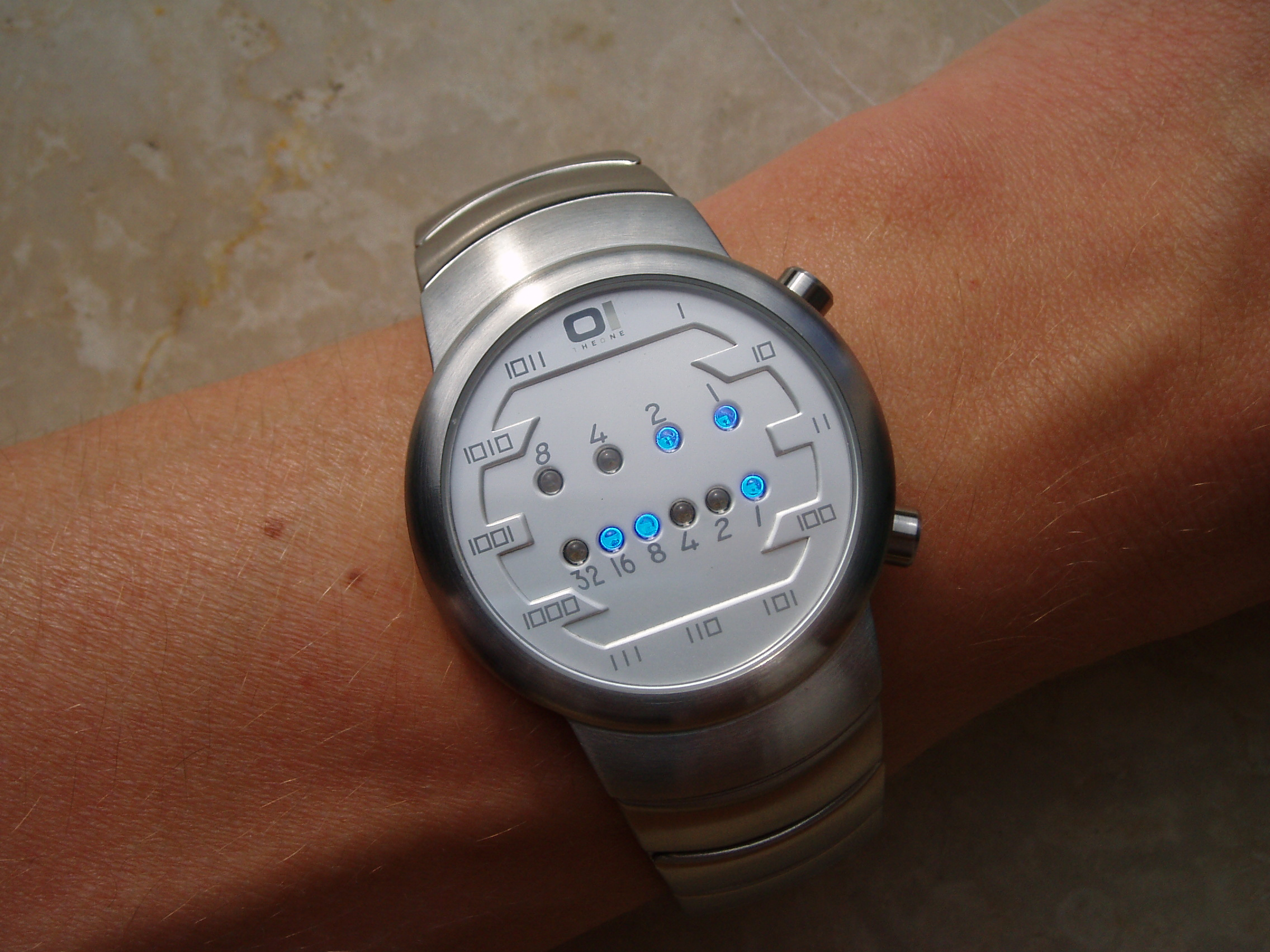
Наручные часы Samui Moon с двоичным кодом от Time Technology. Эти часы показывают 3:25.

Двоичные часы (бинарные часы) — часы, использующие для отображения времени двоичную кодировку. В качестве индикаторов часто используются светящиеся элементы (светодиоды, лампы), где включённому состоянию соответствует цифра 1, а выключенному состоянию 0. Возможны также и стрелочные двоичные часы.
В большинстве случаев обычное время прямо кодируется в двоичный или двоично-десятичный вид. Например, время 3:15 в двоичном виде будет отображаться как 00011:001111. Для такого отображения часов используется пять бит для 24-часового цикла (4 бита для 12-часового), для минут и секунд по 6 бит.
В двоично-десятичном варианте десятки часов, минут и секунд отображаются отдельно. Время 21:45 будет выглядеть так: 10 0001:100 0101. Тут для отображения десятков часов требуется 2 бита, на десятки минут и секунд по 3 бита, на единицы часов, минут и секунд по 4 бита.

Часы с двоично-десятичной кодировкой

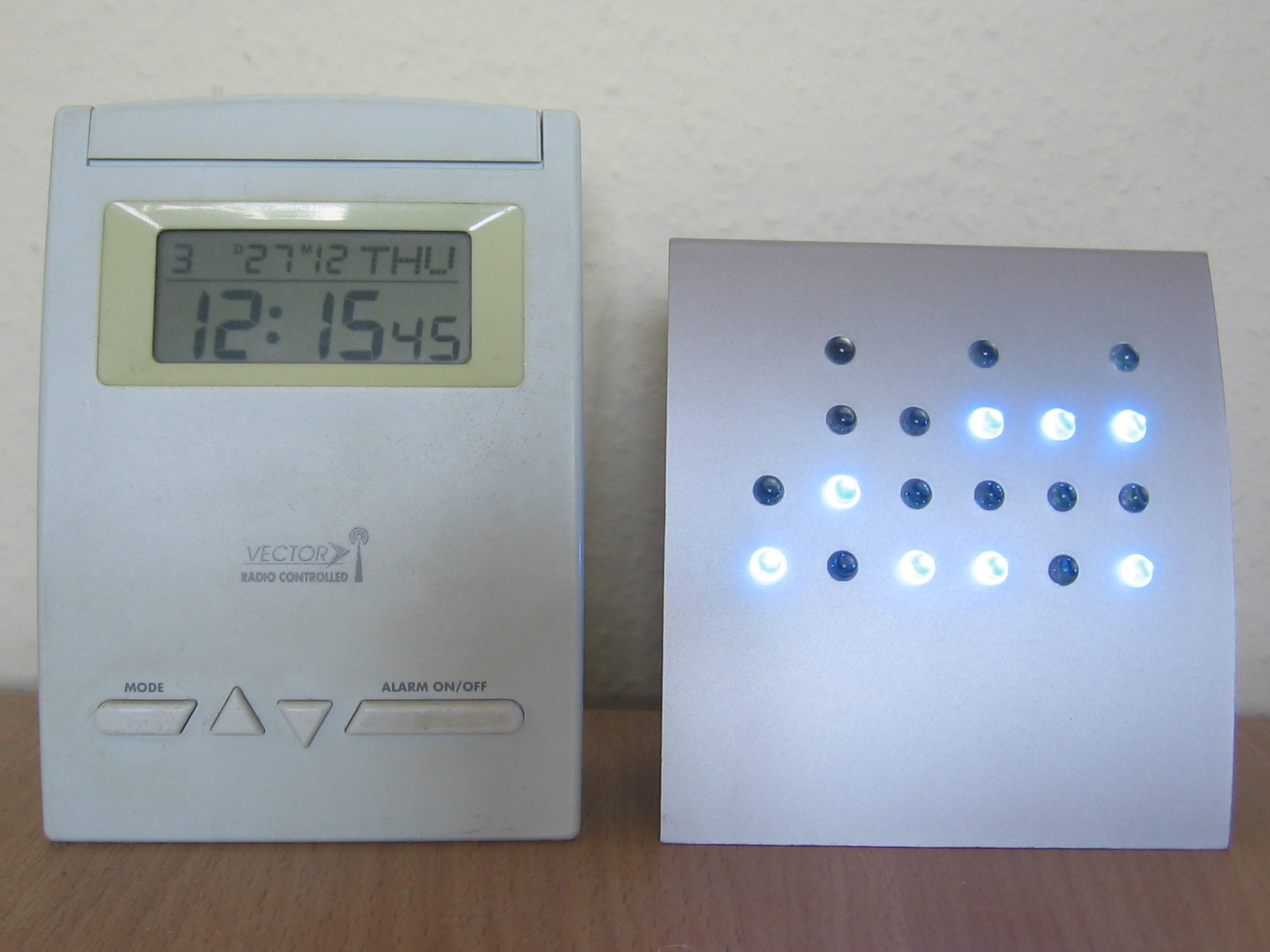
Часы показывают 12:15:45.

Из-за громоздкости смеси двоичной, десятичной, двенадцатеричной и шестидесятеричной систем были созданы «истинные двоичные часы» (англ. true binary clock) которые показывают в двоичном коде количество секунд прошедших от начала суток.
Ещё один вариант истинных двоичных часов последовательно делит на 2 продолжительность суток. Старший разряд кодировки показывает половины суток, второй четверти, третий восьмые доли и так далее. Сутки обычно делятся на 16 часов по 64 минуты, которые, в свою очередь, делятся на 64 секунды. Такая секунда примерно в 1,3 раза длиннее обычной секунды. Часы такого формата имеют вид 0000:000000:000000. Также можно представить в виде 0000:0000:0000:0000. Также существует аналоговый формат часов такого типа или возможно выразить это в шестнадцатеричном формате — FFFF.
Двоичные часы были изобретены в Японии где использовались врачами-геронтологами для поддержания ментальных способностей у пожилых людей.